# Johann Gottlieb Burckhardt
 (mars 2015).
Si vous disposez d'ouvrages ou d'articles de référence ou si vous connaissez des sites web de qualité traitant du thème abordé ici, merci de compléter l'article en donnant les références utiles à sa vérifiabilité et en les liant à la section « Notes et références ».
Pour les articles homonymes, voir Burckhardt.
Ne doit pas être confondu avec Gottlieb Burckhardt.
Johann Gottlieb Burckhardt (Eisleben, 1756-Hotwells (en), 1800) est un universitaire saxon, maître de conférences à l'Université de Leipzig à partir de 1780, mais qui choisit de quitter le territoire saxon pour devenir pasteur à l'église St. Mary in the Savoy, la plus grande des paroisses luthériennes germanophones de la capitale britannique de l'époque.

## Biographie
Né à Eisleben, il est le fils cadet d'une famille de cordonniers qui fut douloureusement frappée par les suites de la guerre de Sept Ans. Il devint rapidement orphelin de père et connut la misère. Il reçut sa première formation à l'école des pauvres que le Magistrat d'Eisleben entretenait dans l'ancienne Maison de Luther. Objet de nombreuses protections de la part de notabilités locales, Burckhardt put accéder à une formation lycéenne qui le prépara à des études universitaires à Leipzig. Le travailleur infatigable qu'il était fut conduit à gravir rapidement les échelons académiques et son intégration au ministère pastoral saxon ne se fit pas longtemps attendre. Des circonstances défavorables vinrent entraver la carrière académique  primitivement espérée, de sorte qu'il choisit de s'expatrier à Londres pour prendre en charge la paroisse germanophone luthérienne de Sainte-Marie en Savoy, sans pour autant abandonner l'espoir de revenir un Saxe et de renouer avec une carrière académique.   
Auteur prolifique, ses nombreuses publications permettent de reconstruire sa biographie avec précision. De santé fragile, la mort de Burckhardt survint en été 1800, alors qu'il se soumettait une fois de plus à une cure d'hydrothérapie à Hotwells (en), près de Bristol.
Comme beaucoup d'intellectuels luthériens du temps des Lumières dites tardives, Burckhardt était sensible à tout ce qui était venu bousculer les mentalités du passé mais demeurait fondamentalement soucieux d'assurer la pérennité du message de Martin Luther. Ouvert à la tolérance et convaincu qu'il fallait convaincre plutôt qu'imposer, il se voulait homme des Lumières et ne cessait de combattre ce qu'il considérait comme des préjugés devant être surmontés. Il partageait néanmoins l'interrogation critique de beaucoup de ses contemporains que décevaient les promesses des Lumières, n'hésitant pas à affirmer que trop de lumière rend aveugle. 
Son réseau relationnel fut considérable, en Angleterre comme sur le continent. Burckhardt était aussi bien en relation avec les représentants des Lumières Berlinoises dont Friedrich Nicolai était l'animateur qu'avec des piétistes disciples de Philippe Jacob Spener, des  frères moraves dans la ligne du comte Nikolaus Ludwig von Zinzendorf (1700-1760)   ou des mystiques notoires tels que le théologien réformé suisse Gaspard Lavater ou le célèbre ophtalmologue et théosophe allemand de la Westphalie méridionale Johann Heinrich Jung-Stilling. 
Burckhardt devint finalement un important acteur du mouvement du réveil chrétien qui allait prendre son envol au XIXème siècle et secouer le protestantisme pour lui donner un nouveau souffle, notamment missionnaire. Il fit en effet fonction de pont entre le protestantisme britannique et celui des pays germanophones continentaux. Son nom est indissolublement lié à celui de la société créée par Johann August Urlsperger (de) en 1780, et qui prendra le nom de Deutsche Christentumsgesellschaft (de), laquelle, en 1815, allait donner naissance à la Mission de Bâle.
Portant une grande admiration à John Wesley, le fondateur du méthodisme, Burckhardt décida en de le faire connaître, lui et son mouvement de réveil, au grand public allemand sur le continent. Pour lui faciliter la tâche, John Wesley mit un riche matériel documentaire à sa disposition.                       

## Publications de Burckhardt
- Crusius; eine Ode, Dresde, Christian Gottlob Hilscher, 1777.
- Anleitung, die Spuren des Göttlichen in der Geschichte der Kirchenverbesserung durch Lutherum aufzusuchen, Leipzig, Christian Gottlob Hilscher, 1778.
- Betrachtung über die sichersten Kennzeichen der Gewissheit unserer Begnadigung und Seligkeit; eine Predigt zu Altona vorgetragen, Leipzig, Wilhelm Gottlob Sommer, 1779.
- Harmonie des Reichs der Natur und der Gnade, Leipzig, Johann Christoph Büttner, 1779.
- Ode an Herrn Legationsrath Klopstock in Hamburg, Hambourg, Joh. Philipp Christian Reuss, 1779.
- Betrachtung über die sichersten Kennzeichen der Gewissheit unserer Begnadigung und Seligkeit; eine Predigt zu Altona vorgetragen, 1779
- Vindiciae auctoritaris instauratae religionis et librorum Symbolicorum in Ecclesia Evangelico-Lutherana, oratio solemnis in aede Paulina habita, Leipzig (apud Sommer), 1780.
- Trauerrede auf den Tod des Herrn M. Scharno, gehalten in der Pauliner Kirche, Leipzig, 1780.
- Neueste Untersuchung von der Seligkeit der Heiden und Nichtchristen, Hambourg, Joh. Philipp Christian Reuss, 1780.
- De Memoria, disputatio philosophiae, Lipsiae ex officina Hollii, 1780.
- Das Bild eines rechtschaffenen Lehrers in dem Beyspiele des heiligen Paulus, Anzugspredigt in London, Leipzig, Wilhelm Gottlob Sommer, 1781
- Predigt über die Gottheit Jesu Christi; nebst einem Anhange einiger Briefe, Leipzig, Wilhelm Gottlob Sommer, 1783.
- Grundriss einer Schulordnung bey der Deutschen Evangelischen St. Marien-Gemeinde, Londres, C. Heydinger, 1782.
- Der Christ ein Kinderfreund,:eine Schulpredigt, in London im Monat November 1782 gehalten, von Johann Gottlieb Burckhardt, A.M. Pastor an der deutschen Marien-Gemeinde in der Savoy in London, Leipzig, Hermann Heinrich Holle, 1783.
- Bemerkungen auf einer Reise von Leipzig bis London an eine Freundin, Leipzig, Hermann Heinrich Holle, 1783.
- Die Wahrheit und Göttlichkeit des Christenthums aus der Erfahrung; eine Predigt dans les Collecten für Prediger de Trinius, 1783.
- The chief end of Man’s Existence, being the substance of a Sermon preached at Ramsgate in the Isle of Thanet, Londres, Charles Heydinger,1784.
- Briefe über den Selbstmord, Vita du superest, bene est, Leipzig, Christian Gottlob Hilscher, 1786.
- Untersuchung über den Stand der christlichen Vollkommenheit nach Römer VII,9-VIII,1.2 von Johann Gottlieb Burckhard, Prediger in London, Frankfurt am Mayn, Johann Christian Gebhardt, 1786.
- Die Neubegierde in der Religion; eine Predigt in der Pauliner-Kirche zu Leipzig am 8ten Sonntage nach Trinitatis 1786 gehalten, Leipzig, Christian Gottlob Hilscher, 1786.
- Die Verwandlung der Lebendigen und der Todten; in einer Erklärung der Hauptstelle des heiligen Paulus 1. Kor. XV,12-58, Leipzig, Christian Gottlob Hilscher, 1787.
- Dr William Purkis […] Rede vor der Universität zu Cambridge über den Einfluß der Modegelehrsamkeit auf die Religion. Aus dem Englischen nebst einer Vertheidigung seiner Predigt über die Neubegierde in der Religion, gegen die Urtheile des Recensenten in der Leipziger gelehrten Zeitung vom Monat Jul. des vergangenen Jahres; und einer kurzen, aber unpartheyischen und glaubwürdigen Nachricht von dem Ursprunge zweyer neuen deutschen Evangelischen Gemeinden in London, von D. Johann Gottlieb Burckhardt Prediger in London, Leipzig, Wilhelm Gottlob Sommer, 1787.
- Nachricht von dem Besuch eines deutschen Deliquenten zu Newgate in London, von Herrn D. Burckhardt, in: Journal für Prediger, Halle (Carl Christian Kümmel) vol. 19 (1787), troisième partie, p. 278-293.
- Die Verherrlichung der göttlichen Macht, Weisheit und Güte in der Wiederherstellung unseres guten und geliebten Königs Georg des Dritten: Eine Predigt am öffentlichen Dankfest, den 23sten April 1789. Nebst einem Anhange, Hamburg, J.M. Michaelsen, 1789.
- Glückwünschungs-Adresse an Seine Majestät, den König, von der Deutschen Evangelisch-Lutherischen Gemeinde in der Savoy in London, Hamburg, J.M. Michaelsen, 1789.
- Grundzüge einer Philosophie der Naturgeschichte zur bessern Erkenntniss des Schöpfers und der Geschöpfe, insbesondere aber der Bestimmung und Würde des Menschen, herausgegeben von D. Johann Gottlieb Burkhart, Prediger in London, Bern, Emanuel Haller, 1791.
- The Life and Character of Dr Martin Luther. Colloquia mensalia; or, the Familiar discourses of Dr Martin Luther, disposed into certain Common-Places by John Aurifaber, D.D. Translated from the High German Into The English Tongue, by Captain Henry Bell. Second edition. To which is prefixed, the life and character of Dr. Martin Luther: by John Gottlieb Burckhardt, D.D. Minister Of The German Lutheran Congregation At The Savoy, In London: Printed for the proprietor, W. Heptinstal, N°3, Wood-Street, Spa Fields, Clerkenwell, MDCCXCI.
- Betrachtungen und Gebete für Gefängnisse von Dr J.G. Burckhardt, Prediger in London, Hannover, Helwing, 1792.
- Predigten zur Beglückung der Menschen im gesellschaftlichen Leben, Halle (Waisenhaus) 1793 (1. Theil), 1794 (2. Theil)
- Etwas über das Leben und den Charakter des Herrn Friedrich Wilhelm Pasche ehemaligen Lesers an der Königl. Deutschen Hofkapelle zu St. James in London von D. Johann Gottlieb Burckhardt, in : Neuere Geschichte der Evangelischen Missions-Anstalten zu Bekehrung der Heiden in Ostindien. vol. 2, 41e partie, Halle (Waisenhaus) 1797, p. 482-485.
- System of Divinity, for the use of schools, and for instructing youth in the essential principles and duties of Religion, London, G.G. & J. Robinson, 1797.
- Kirchengeschichte der teutschen Gemeinden in London nebst historischen Beylagen und Predigten von D. Johann Gottlieb Burckhardt Pastor der deutschen Lutherischen Gemeinden [sic!] n der Savoy, Tübingen, Ludwig Friedrich Fues, 1798.
- Meditations from the German of J.G. Burckhardt, London: J. Hatchard and Son, 187 Piccadilly, 1832.